# São José do Cerrito
São José do Cerrito es un municipio brasileño del estado de Santa Catarina. Tiene una población estimada al 2021 de 8 054 habitantes.

## Historia
Los primeros colonos de la localidad fueron los bandeirantes paulistas, quienes se establecieron en el Siglo XIX, era conocida con el nombre de Caru, que para los lugareños significa "tierra fértil", y para los indígenas "fuerte y valiente como el río". En 1953 adoptó el nombre de "São José do Cerrito".

## Turismo
El municipio cuenta con cascadas en el Río Caveiras, además de lagos para la pesca y una piscina natural en el pueblo de Bom Jesus. 
Entre sus festividades, durante el mes de abril se realiza la tradicional fiesta del frijol y la fiesta de San Pedro el 29 de junio.